# Coryanthes thivii
Coryanthes thivii là một loài thực vật có hoa trong họ Lan. Loài này được Kropf & Seeger mô tả khoa học đầu tiên năm 1999.